# Margaretha van Béarn
Margaretha van Béarn (circa 1245 - 1319) was van 1290 tot aan haar dood burggravin van Béarn. Ze behoorde tot het huis Montcada.

## Levensloop
Margaretha was de tweede dochter van burggraaf Gaston VII van Béarn en diens eerste echtgenote Martha van Matha, burggravin van Marsan. Op 3 oktober 1252 werd ze op ongeveer zevenjarige leeftijd verloofd met graaf Rogier Bernard III van Foix (1240-1302). In 1267 vond de huwelijksceremonie plaats. Ze kregen volgende kinderen:
- Margaretha (overleden in 1304), huwde in 1291 met baron Bernard Jordaan IV van l'Isle-Jourdain
- Martha, huwde in 1294 met graaf Bernard IV van Astarac
- Constance, huwde in 1296 met Jan I de Lévis, heer van Mirepoix
- Brunissende, huwde in 1298 met graaf Eli VII van Périgord
- Gaston I (1287-1315), graaf van Foix en burggraaf van Béarn

In april 1290 stierf Margaretha's vader Gaston VII. Omdat hij geen mannelijke nakomelingen had, gingen zijn landerijen naar zijn oudste dochter Constance. Constance, die geen nakomelingen had, besloot echter de erfenis te weigeren ten voordele van Margaretha en haar echtgenoot Rogier Bernard III. Het burggraafschap Béarn werd hierdoor toegevoegd aan het graafschap Foix. Dit werd echter betwist door graaf Bernard VI van Armagnac, de zoon van Margaretha's zus Martha, en in 1293 brak er oorlog uit tussen de graafschappen Foix en Armagnac. Hoewel koning Filips IV van Frankrijk aanvaardde dat Béarn naar Margaretha en Rogier Bernard III ging, bleef de oorlog zeer lang duren; ze zou pas eindigen in 1377. 
Margaretha en Rogier Bernard III bleven het burggraafschap Béarn gezamenlijk besturen tot aan zijn dood in 1302. Vervolgens regeerde ze samen met haar zoon Gaston I (1302-1315) en haar kleinzoon Gaston II (1315-1319). Zolang haar zoon Gaston I minderjarig was, nam ze ook het regentschap waar in het graafschap Foix.  